# Neosedlani
Neosedlani je dvojni debitantski samostojni studijski album Dada Topića. Album je izšel leta 1979 pri založbi PGP RTB.

## Seznam skladb
Avtor glasbe in besedil je Dado Topić.
| A stran | A stran                                                   | A stran |
| Št.     | Naslov                                                    | Dolžina |
| ------- | --------------------------------------------------------- | ------- |
| 1.      | „Let 305‟ (arr. Christopher Nicholls)                     | 5:43    |
| 2.      | „Na koncertu Rolling Stonesa‟ (arr. Christopher Nicholls) | 5:57    |
| 3.      | „Balada o Mariji Dirisamer‟ (arr. Dado Topić)             | 3:55    |

| B stran | B stran                                          | B stran |
| Št.     | Naslov                                           | Dolžina |
| ------- | ------------------------------------------------ | ------- |
| 1.      | „Apartman 1001‟ (arr. Christopher Nicholls)      | 5:07    |
| 2.      | „Rock 'n' roll mama‟ (arr. Christopher Nicholls) | 4:17    |
| 3.      | „Milion dolara‟ (arr. Srđan Miodragović)         | 5:55    |

| C stran | C stran                                        | C stran |
| Št.     | Naslov                                         | Dolžina |
| ------- | ---------------------------------------------- | ------- |
| 1.      | „Hallo Honey‟ (arr. Srđan Miodragović)         | 3:42    |
| 2.      | „Konji neosedlani‟ (arr. Christopher Nicholls) | 13:17   |

| D stran | D stran                                          | D stran |
| Št.     | Naslov                                           | Dolžina |
| ------- | ------------------------------------------------ | ------- |
| 1.      | „Radmila‟ (arr. Dado Topić)                      | 5:15    |
| 2.      | „Jovane, Jovane moj‟ (arr. Christopher Nicholls) | 8:03    |
| 3.      | „Hej, hej Jugosloveni‟ (arr. Dado Topić)         | 5:14    |

## Zasedba
- Dado Topić – vokal, kitara, bas, akustična kitara, timpani, spremljevalni vokal
- Christopher Nicholls – klaviature
- Ratko Divjak – bobni
- Josip Boček – kitara (A1-B2, D1-D3)
- Čarli Novak – bas
- Srđan Miodragović – akustična kitara (A1, B2)
- Slađana Milošević – vokal (B3)